# Frontul de vest (Primul Război Mondial)

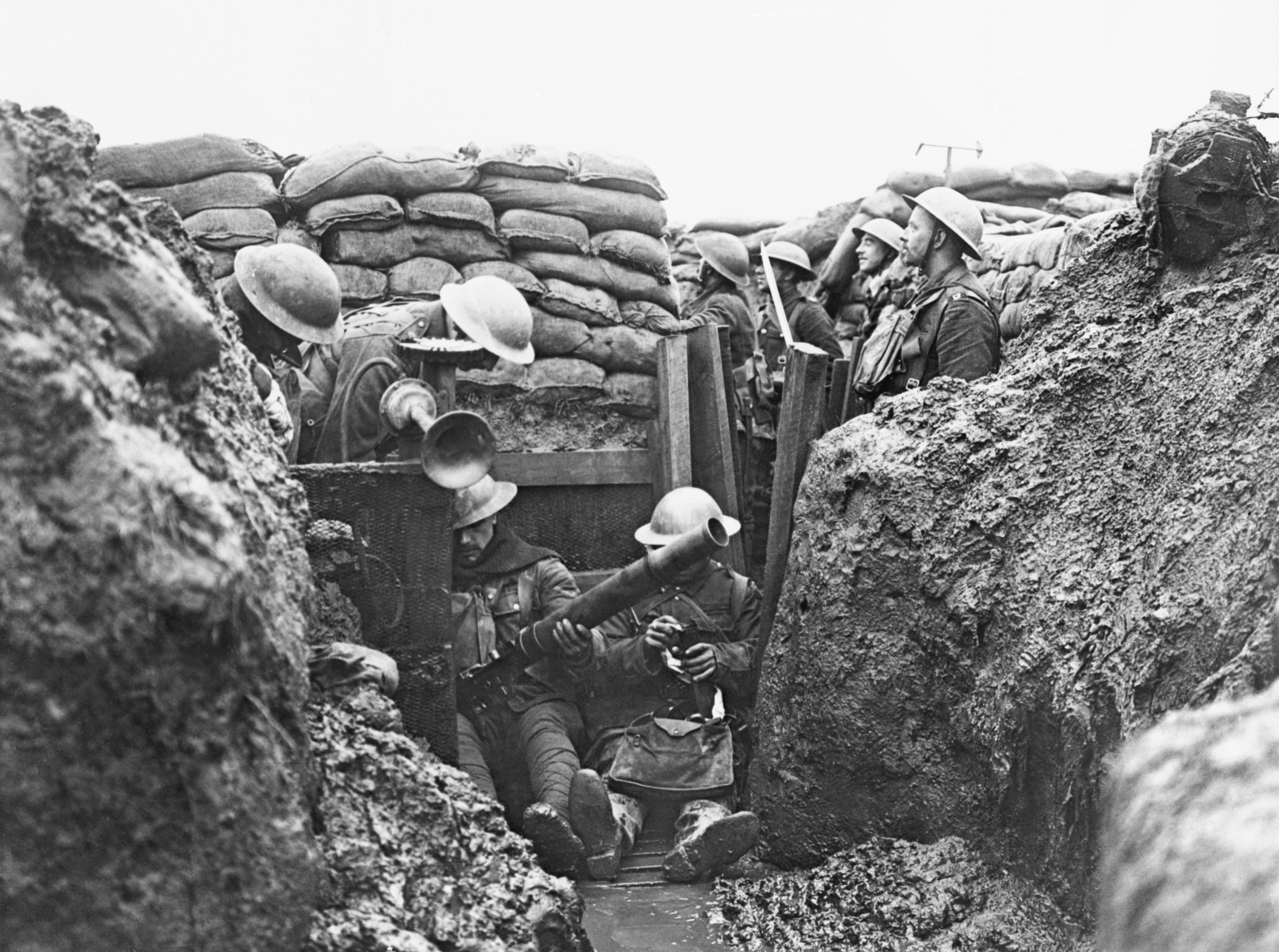
De-a lungul celei mai mari părţi al primului război mondial, forţele germane şi aliate de pe frontul de vest au purtat lupte de tranşee.

Frontul de vest s-a întins aproape in tot timpul primului război mondial pe același aliniament, de la Canalul Mânecii până în Elveția, cea mai mare parte a Belgiei, Luxemburgului, precum și câteva regiuni industriale importante ale Franței aflându-se sub controlul Imperiului German.
În afară de numărul uriaș de victime și de linia frontului aproape nemișcată, frontul de vest a fost martorul introducerii unor noi tehnologii militare, printre care gazele otrăvitoare și tancurile. Deși au fost cucerite relativ puține teritorii de-a lungul cele mai mari părți a conflictului, luptele pe acest front s-au dovedit decisive în soarta războiului. Înaintarea implacabilă a forțelor aliate în 1918 a forțat comandamentul german să accepte că înfrângerea era de neevitat, guvernul imperial fiind nevoit să ceară pacea.

## 1914 – Invazia germană în Franța și Belgia

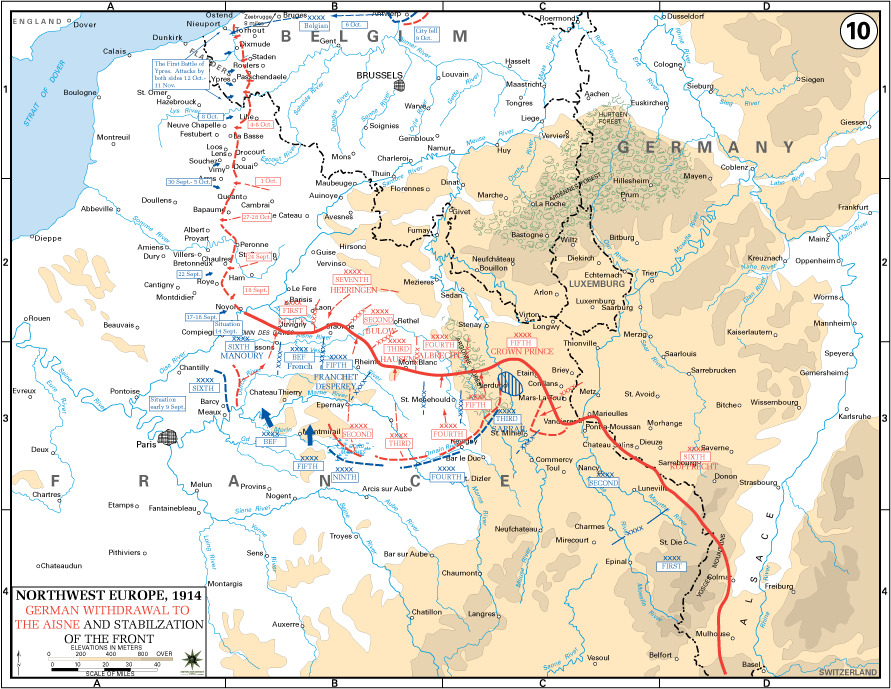
Hartă a frontului de vest şi cursa către mare din 1914.

În momentul declanșării războiului, armata germană a executat o versiune modificată a planului Schlieffen, atacând rapid Franța prin Belgia pe 4 august 1914. Luxemburgul a fost ocupat fără a opune rezistență pe 2 august. Prima bătălie din Belgia a fost asediul orașului Liège, care a ținut de pe 5 până pe 16 august. Liège fusese puternic fortificat, belgienii surprinzând armata germană condusă de Karl von Bülow prin rezistența neașteptată pe care a opus-o. După căderea orașului Liège, cea mai mare  parte a armatei belgiene s-a retras la Antwerp și Namur. Deși armata germană a ocolit Antwerpul, belgienii au rămas o continuă amenințare în flancul atacatorilor. A urmat un alt asediu, de data aceasta a orașului Namur, care a durat de pe 20 până pe 23 august.
În timpul celei de-a doua jumătăți a lunii august, armata germană a avansat spre nordul Franței luptând atât cu francezii conduși de Joseph Joffre cât și cu primele divizii din Corpul expediționar britanic condus de Sir John French. au armat o serie de lupte cunoscute cu numele de bătăliile frontierelor. Acestea au inclus: bătălia de la Charleroi și bătălia de la Mons. A urmat o retragere aliată, urmată de o nouă serie de lupte: bătălia de la Le Cateau, asediul orașului Maubeuge și bătălia de la Guise.
Armata germană s-a apropiat la 72 de km de Paris, dar, în prima bătălie de pe Marna, (6-12 septembrie), trupele franceze și britanice i-au forțat pe germani să se retragă, punând capăt înaintării lor în Franța. Armata germană s-a retras la nord de râul Aisne, unde au început să sape tranșee. S-a stabilit o linie a frontului care nu s-a modificat în mare pentru următorii trei ani. După acest moment, forțele aflate în conflict au încercat să se învăluiască reciproc în ceea ce s-a numit cursa către mare, sistemul tranșeelor extinzându-se rapid de la Canalul Mânecii până la granițele Elveției.

## 1915 – Impasul

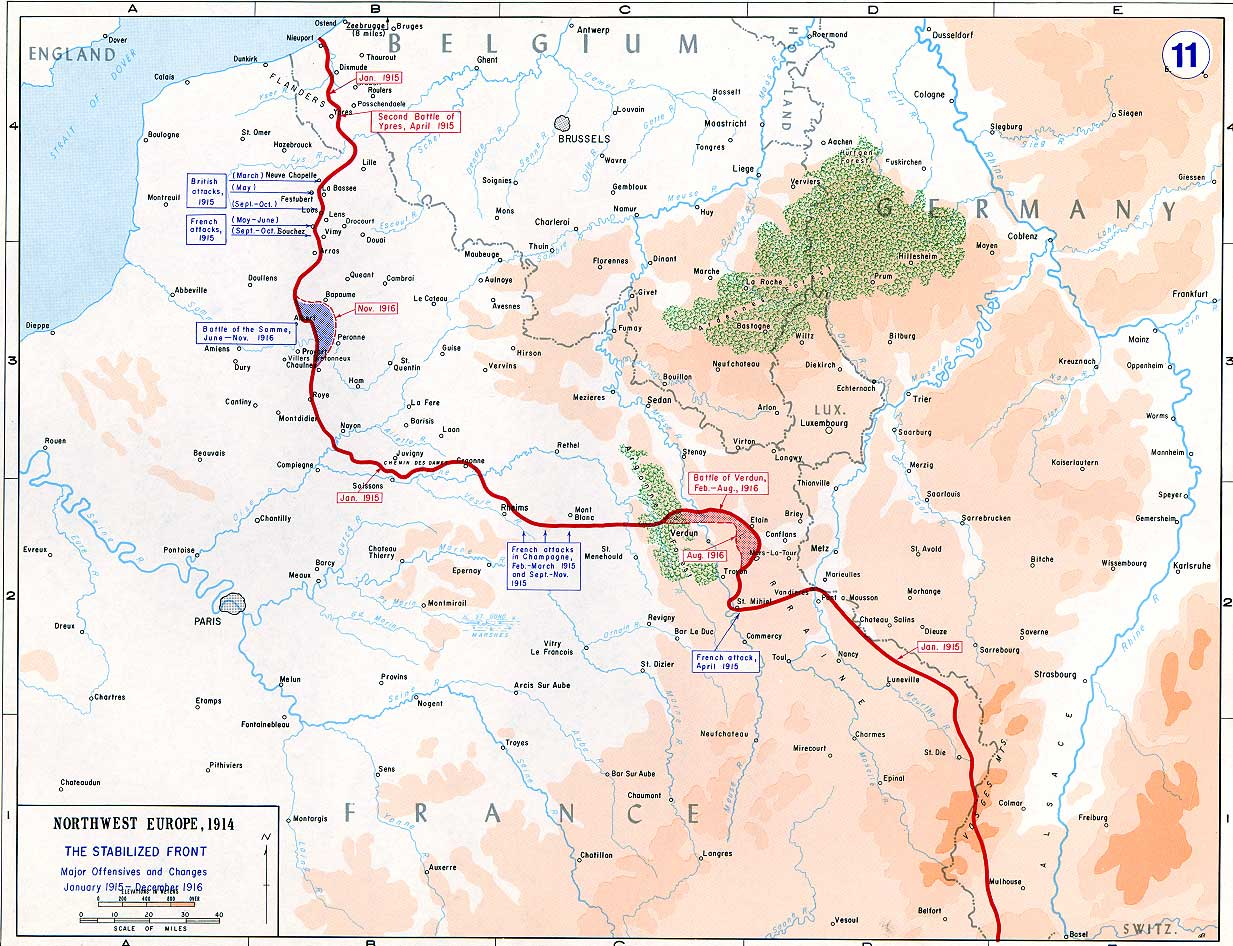
Harta frontului de vest, 1915-1916

Între coasta oceanului și Vosges, linia frontului se curba  lângă Compiègne. Planul lui Joffre pentru anul 1915 era să atace acest intrând pe ambele flancuri pentru a-l elimina.
Britanicii ar fi format forța nordică de atac atacând în Artois, în timp ce francezii ar fi atacat pe flancul opus în Champagne. Aceste atacuri urmau să se termine în septembrie printr-o pereche de bătălii pentru eliminarea pungii germane.
Pe 10 martie, ca parte din ceea ce se voia o ofensivă mai largă în regiunea Artois, armata britanică a atacat la Neuve Chapelle în încercarea de a cuceri culmile Aubers. Atacul a fost dat de patru divizii pe un front larg de 3 kilometri. Precedat de un bombardament concentrat de artilerie care a ținut 35 de minute, asaltul infanteriei a dus la o avansare rapidă în primele patru ore. Până în cele din urmă, avansarea a încetinit din cauza problemelor logistice și de comunicații. Germanii au adus rapid întăriri și au contraatacat, împiedicându-i pe englezi să cucerească înălțimile vizate. Generalul Sir John French avea să dea vina pentru eșec pe criza de proiectile de artilerie care a făcut ca succesul inițial al infanteriei să nu poată fi exploatat corespunzător.
Armata germană a încercat tot timpul să găsească soluții pentru ieșirea din impasul în care se afla atacul lor. La sfârșitul anului 1914, în timpul primii bătălii de la Ypres, britanicii reușiseră să cucerească orașul belgian Ypres ocupat până în acel moment de germani. Pe 22 aprilie, germanii au încercat să recapete controlul asupra orașului lansând a doua bătălie de la Ypres. În timpul acestei bătălii, germanii și-au surprins adversarii prin folosirea gazului otrăvitor pe câmpul de luptă, prima folosire la scară largă a armei chimice (168 de tone) pe frontul de vest. Rezultatul a fost moartea a 5.000 de persoane în numai câteva minute.
Folosirea gazelor otrăvitoare în luptă fusese interzisă de Convenția de la Haga din 1899, cu toate acestea, pe 22 aprilie 1915, germanii au lansat din tranșeele lor un nor de clor la Ypres. Norul galben-verzui rezultat a creat o porțiune largă de 4 kilometri total neapărată în liniile aliaților, soldații din zonă au murit asfixiați, în timp ce cei aflați în spatele frontului au fugit cuprinși de panică. Germanii nu au fost însă pregătiți să folosească acest „succes”, fiind lipsiți de suficiente rezerve pentru a exploata prăbușirea atacului adversarilor. Trupe proaspete canadiene au fost aduse rapid pentru a relua atacul aliat.
Atacul cu gaz otrăvitor a fost repetat două zile mai târziu și a cauzat o retragere de 5 kilometri a trupelor franco-britanice. Succesul acestui atac german nu s-a mai repetat, pentru că aliații și-au echipat rapid militarii cu măști de gaze și au luat și alte contramăsuri. Pe 27 aprilie 1916, la 40 de kilometri de Ypres, în timpul bătăliei de la Hulluch, Divizia a 16-a irlandeză a respins un atac german care a folosit bombardamentul cu arme chimice.

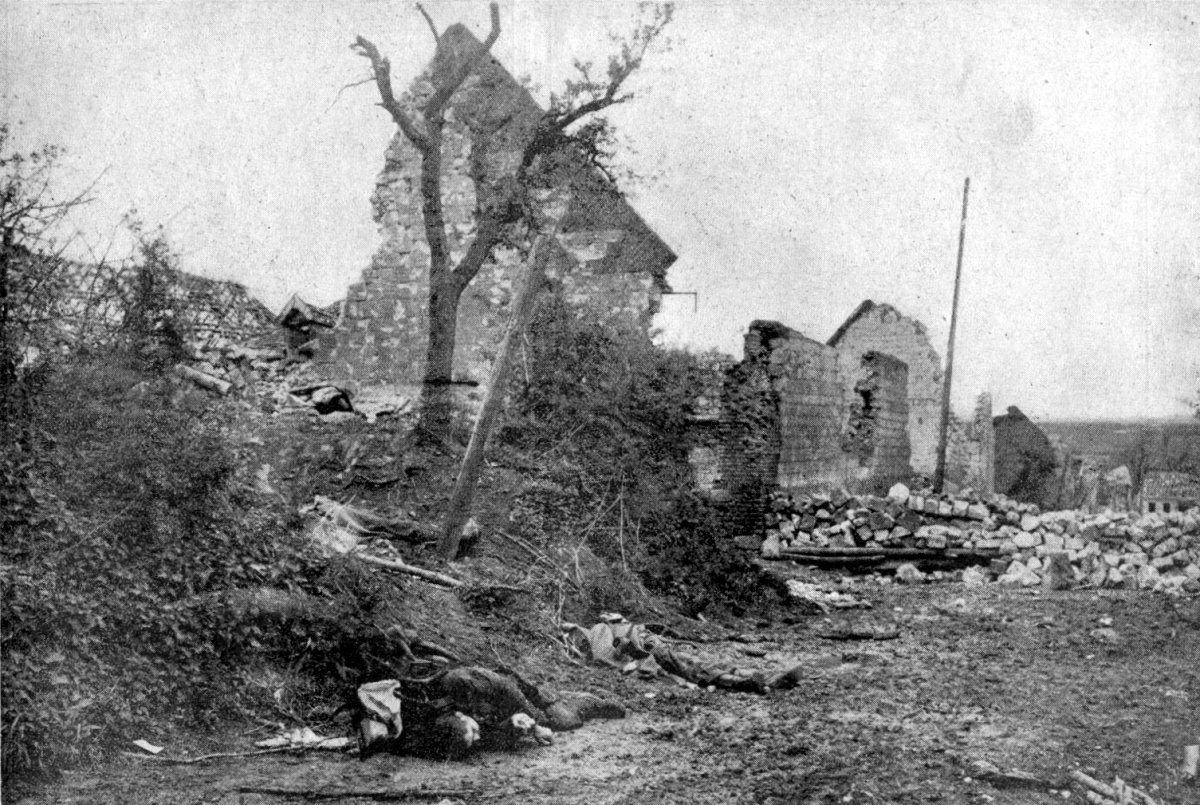
Ruinele localităţii Carency după ce au fost recapturat de francezi.

Ofensiva finală aliată din primăvară s-a dat la Artois, în încercarea de a cuceri înălțimile Vimy. Atacul a fost precedat de ceea ce a fost considerat un bombardament intens, iar Armata a 10-a franceză a atacat și a făcut la început progrese promițătoare. În scurtă vreme însă atacul s-a împotmolit, germanii au adus întăriri masive și francezii au fost loviți de focul de baraj al artileriei inamice, suferind pierderi grele. Până pe 15 mai. Ofensiva a fost oprită definitiv.
În toamna anului 1915, în timpul a ceea ce presa britanică a denumit "Năpasta Fokker", avioanele aliate au fost practic măturate de pe cer, ceea ce a avut un efect major pe front. Avioanele aliate de recunoaștere, folosite pentru fotografii aeriene și pentru direcționarea tirului artileriei, au fost în mare parte doborâte de piloții germani care aveau montat pe avioane noul mecanism pentru sincronizare a focului mitralierelor, care permitea executarea focului prin pasul elicei. Aliații au fost practic „orbiți” aviația germană.
În septembrie 1915, aliații au lansat o ofensivă de mare amploare, francezii atcând în Champagne, iar britanicii la Loos. Francezii au pregătit toată vara această ofensivă, în timp ce britanicii apărau cea mai mare parte a frontului. Bombardamentele au început pe 22 septembrie, direcționate cu grijă funcție de fotografiile aeriene obținute cu greu. Atacul principal a fost pornit pe 25 septembrie și a avut rezultate bune la început, în ciuda numeroaselor rețele de sârmă ghimpată și a cuiburilor de mitralieră inamice. Atacul a continuat timp de 50 de zile, câștigurile fiind până în cele din urmă absolut neînsemnate, dar provocând pierderi mari atât de partea francezilor, (250.000) cât și de cea a germanilor, (150.000).
Pe 25 septembrie, britanicii au început atacul lor de la Loos, parte componentă a atacului general din Champagne. Atacul terestru a fost precedat de un atac de artilerie care s-a întins pe durata a 4 zile, în timpul căruia au fost lansate 250.000 de proiectile și 5.000 de încărcături de clor. Atacul principal a fost dat de două corpuri de armată, alte două corpuri de armată dând atacuri de diversiune la Ypres. Britanicii au suferit pierderi grele în timpul atacului și nu au reușit câștiguri teritoriale semnificative până în momentul în care au rămas fără muniție de artilerie. Când artileria nu a mai putut sprijini atacul infanteriei, soldații britanici au suferit pierderi grele datorită focului mitralierelor germane. Un nou atac de pe 13 octombrie a avut ceva mai mult succes. Datorită insucceselor de până în acest moment, la sfârșitul anului, generalul  John French a fost înlocuit cu Douglas Haig.

## 1916 – dueluri de artilerie și războiul de uzură
Șeful marelui Stat Major german, Erich von Falkenhayn, credea că, deși nu mai era posibilă o spargere a liniilor franceze, aceștia puteau fi învinși dacă ar fi suferit pierderi masive. El a plănuit să atace o poziție de pe care francezi nu se puteau retrage, atât din motive strategice, cât și din motive de mândrie națională. Francezii urmau să fie prinși într-o situație grea, într-o capcană în dreptul orașului Verdun. Orașul Verdun a fost ales deoarece era înconjurat de numeroase fortificații, era un punct întărit aflat în preajma liniilor germane și pentru că apăra drumul principal către Paris.
În concordanță cu scopurile hotărâte ale lui Falkenhayn, operațiunea a primit numele de cod Gericht – Loc de execuție. Pentru a duce la îndeplinire obiectivul uciderii a cât mai mulți inamici cu putință, el a limitat lărgimea frontului la 9 – 12 kilometri, ceea ce limita posibilitățile unei străpungeri. El a păstrat atent controlul asupra rezervelor, trimițând pe front doar atâtea trupe cât era necesar pentru menținerea neîntreruptă a atacului.
Pe 21 februarie 1916, germanii au lansat un atac masiv asupra Verdunului. După 8 ore de bombardament intens de artilerie, germanii s-au năpustit asupra Verdunului și forturilor înconjurătoare. Francezii au pierdut controlul asupra celor mai multe fortificații, inclusiv al celui de la Douaumont. Până în cele din urmă, francezii au încetinit atacul inamic, iar până în decembrie 1916, ei i-au împins pe germani pe pozițiile de plecare. Pierderile germane au fost de aproximativ 337.000 de soldați, iar cele franceze de aproximativ 400.000.
În timpul fazei de început a bătăliei de la Verdun a apărut prima oară concepția tactică a superiorității aeriene.  În timpul pregătirii atacului, germanii au realizat o mare concentrare de avioane de luptă în apropierea fortărețelor și la începutul atacului au doborât sau au împiedicat decolarea tuturor avioanelor aliate de recunoaștere. Aceasta a permis avioanelor de recunoaștere și bombardierelor germane să opereze fără a putea fi împiedicate să-și ducă misiunea la îndeplinire. Francezii au contraatacat rapid, deplasând escadrilles de chase din alte sectoare pentru a recâștiga supremația aeriană. În spațiul aerian îngust de deasupra Verdunului s-au dat lupte grele pentru succesul operațiunilor de recunoaștere aeriană.
În primăvară, comandanții aliați erau îngrijorați de capacitatea armatei franceze de a face față uriașelor pierderi umane de la Verdun. A fost plănuit un atac al forțelor britanice pentru a slăbi presiunea exercitată asupra francezilor, dar și asupra rușilor, care suferiseră pierderi uriașe. Pe 1 iulie, 14 divizii britanice din Picardia au lansat un atac în sectorul râului Somme, sprijinite de pe flancuri de 5 divizii franceze. Atacul a fost precedat de șapte zile de bombardament intens de artilerie. Însă pozițiile defensive germane au rămas practic neatinse, iar atacul a fost un dezastru pentru britanici, care au suferit cele mai mari pierderi într-o singură zi din întreaga istorie a armatei imperiului, adică aproximativ 57.000 de soldați.
Aliații au învățat bine lecția din timpul luptelor aeriene din spațiul aerian al Verdunului, pregătind avioane noi care au fost concentrate în vederea atacului de pe Somme. Superioritatea tactică aeriană aliată a fost totală de această dată. Succesul ofensivei aeriene aliate a cauzat o reorganizare totală a aviației germane. Ambele tabere și-au schimbat doctrinele militare, folosind formații de avioane mari în locul luptătorilor individuali.

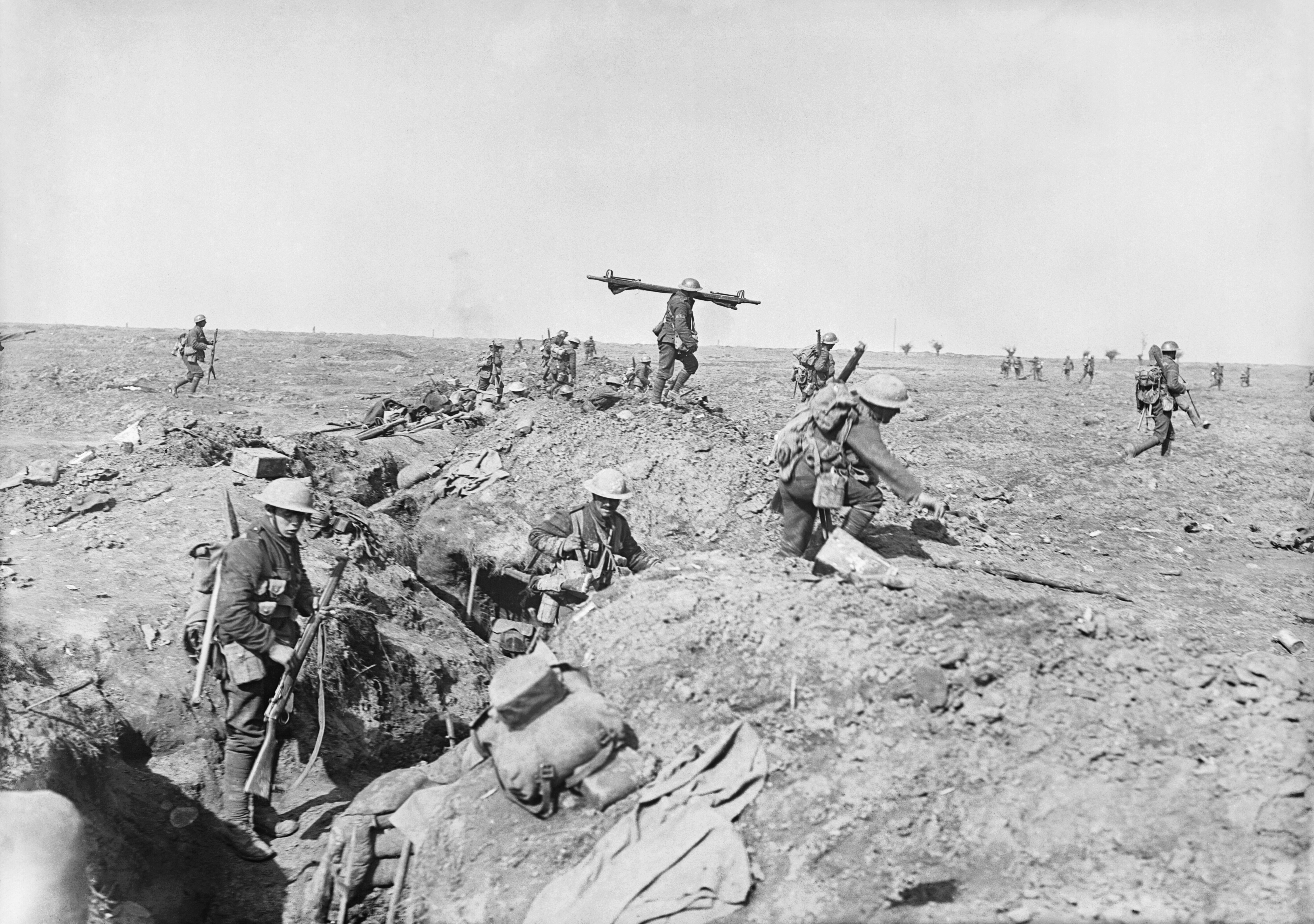
Avansarea infanteriei britanice lângă Gingy.

După regrupări, bătălia a continuat de-a lungul lunilor iulie și august, cu ceva succese pentru britanici, în ciuda întăririlor liniilor germane. Până în august, Haig a ajuns la concluzia că o străpungere a liniilor era puțin probabilă și a schimbat tactica asalturilor masive de infanterie în favoarea unei serii de atacuri unor unități mici.
În faza finală a bătăliei de pe Somme s-au folosit pentru prima oară tancurile pe câmpul de luptă. Aliații au pregătit un atac la care au participat 13 divizii ale Commonwealthului și patru corpuri de armată franceze. La început s-a avansat cam până la 4.500 de metri, dar tancurile au avut un efect restrâns, datorită faptului că erau în număr insuficient, cât și datorită problemelor mecanice. Faza finală a bătăliei a avut loc în octombrie și la începutul lunii noiembrie, aducând din nou mici câștiguri teritoriale, dar pierderi umane uriașe. Aliații pierdut peste 600.000 de oameni, iar germanii peste 460.000.
În august 1916, conducerea germană a fost schimbată, Falkenhayn a demisionat, iar Paul von Hindenburg și Erich Ludendorff i-au luat locul. Noua conducere a ajuns foarte repede la concluzia că bătăliile de la Verdun și de pe Somme au secătuit capacitățile ofensive ale armatei germane de pe frontul de vest. Ei au decis ca armata germană să treacă în defensivă strategică pe frontul de vest pentru cea mai mare parte a anului 1917, în timp ce Puterile Centrale trebuiau să-și concentreze atacurile pe alte fronturi.
În timpul bătăliei de pe Somme și în lunile de iarnă care au urmat, germanii au pregătit și desăvârșit construcția unor poziții defensive în spatele porțiunii lor de front, poziții care aveau să fie numite Linia Hindenberg. Se dorea scurtarea frontului german, permițând eliberarea unui anumit număr de unități germane pentru a fi folosite în alte scopuri. Linia această de fortificații începea de la Arras și se întindea până la sud de St Quentin. Avioanele britanice de recunoaștere cu rază lungă de acțiune au identificat pentru prima oară fortificațiile aflate în construcție în noiembrie 1916.

## 1917 – Commonwealthul preia controlul
Retragerea planificată a germanilor pe noul aliniament a fost denumită Operațiunea Alberich. Operațiunea a început pe 9 februarie și a fost terminată pe 5 aprilie, lăsând aliaților să reocupe un teritoriu devastat. Retragerea s-a făcut pe distanțe de 10 – 50 de kilometri față de pozițiile originale. Această retragere a anulat practic strategia franceză de atac pe flancuri a pungii de la Noyon, pungă care a încetat să mai existe. Dar această retragere nu a pus capăt atacurilor aliate conform planurilor pregătite conform acestei strategii care devenise depășită. Înaltul Comandament Britanic a interpretat greșit această retragere ca pe un rezultat al unei presupuse victorii aliate în bătălia de pe Somme.

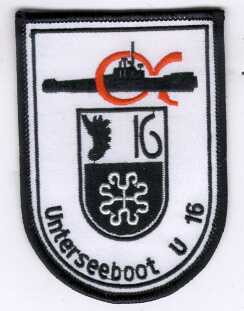
Submarinul german U-16.

Între timp, pe 6 aprilie, SUA au declarat război Germaniei. Cu ceva timp în urmă, în 1915, ca urmare a scufundării vaporului Lusitania, Germania și-a limitat campania atacurilor submarinelor din Atlantic de teamă să nu atragă și America în război. Odată cu creșterea nemulțumirilor populației Germaniei datorită crizei de alimente, războiul submarin a fost reluat la întreaga amploare în februarie. S-a apreciat că un succes în asediul submarin al Angliei ar forța această țară să iasă din război în aproximativ 6 luni, în timp ce americanilor le-ar fi luat un an ca să devină o forță de temut pe frontul de vest. La două luni după acest moment, SUA au declarat război Germaniei. Tactica submarinelor a avut o scurtă perioadă de succes, până când marina britanică a reorganizat sistemul transporturilor în convoi, ceea ce a dus la o scădere spectaculoasă a pierderilor de vapoare.
În aprilie 1917, Corpurile Canadiene, ajutate de Divizia a 5-a britanică, au reușit să spargă frontul german la Vimy Ridge, asta neschimbând însă în mod fundamental situația strategică.
În aceiași lună, generalul francez Robert Nivelle a dat ordinul pentru o nouă ofensivă împotriva tranșeelor germane. Atacul, botezat Ofensiva Nivelle, urma să fie dat de o 1,2 milioane de oameni, precedat de o masivă pregătire de artilerie și sprijinit de tancuri. Operațiunea a fost un eșec de la început,  într-o singură săptămână francezii pierzând peste 100.000 de oameni. În ciuda acestui fapt, Nivelle a ordonat continuarea atacului.
Pe 3 mai, militarii epuizați ai Diviziei a 2-a franceză au refuzat să execute ordinele de luptă, prezentându-se pe pozițiile de atac beți și fără arme. Ofițerii nu au găsit metode pentru a pedepsi întregul efectiv al unei divizii și nu s-au luat nici un fel de măsuri aspre. În locul acestora s-au făcut apeluri la patriotism și datorie, a încurajat soldații să se reîntoarcă în tranșeele lor defensive, aceștia refuzând în continuare să mai atace.
Acest model de răzvrătire s-a răspândit în toate unitățile franceze, iar până pe 15 mai, Nivelle a fost demis de la comandă. Armata franceză, condusă din acest moment de generalul Henri Philippe Pétain, a încetat atacurile de mare amploare. Francezii au trecut în defensivă pentru tot anul următor, lăsându-i pe aliații britanici și din Commonwealth să poarte povara atacurilor.
În iarna anului 1917, tacticile aeriene germane s-au îmbunătățit, s-a deschis o școală de antrenament pentru piloți la Valenciennes și au fost introduse în serviciu avioane de tip nou dotate cu două mitraliere. Rezultatul a fost de-a dreptul dezastruos pentru forța aeriană a aliaților, în special pentru britanicii erau dotați cu avioane demodate, pilotate de aviatori slab pregătiți care foloseau tactici depășite. Succesul aliat din bătălia de Somme nu a mai putut fi repetat, germanii producând pierderi grele aliaților. De exemplu, în timpul atacului de la Arras, britanicii au pierdut 316 echipaje aeriene, în timp ce germanii nu au pierdut decât 114.
Culmile Messines, la sud de orașul Ypres, fuseseră cucerite de germani încă din 1914. pe 7 iulie a fost lansată o ofensivă pentru recucerirea de către aliați a sectorului respectiv. Din 1915, minerii au săpat tuneluri sub dealuri și au fost plantate 450 de tone de amonal în 21 de mine sub tranșeele germane. După patru zile de bombardament intens, au fost detonate încărcăturile explozive din 19 mine, rezultând moartea a 10.000 de germani. Ofensiva infanterie care a urmat a fost sprijinită masiv de artilerie, dar a eșuat să-i înfrângă pe germani. Ofensiva a dat greș datorită terenului inundat și noroios, ambele taberele suferind pierderi importante.
Pe 11 iulie 1917, în timpul acestei bătălii, germanii au introdus o nouă armă chimică în luptă. Dimensiunile limitate ale proiectilelor de artilerie făcea necesară folosirea unui gaz otrăvitor mai puternic, fiind ales un gaz vezicant, iperita, cunoscut și cu numele de gaz muștar. Prin bombardamente de artilerie erau duse la țintă gaze cu o mare concentrație. Iperita este un agent chimic foarte persistent, al cărui efect durează mai multe zile și, prin aceasta, cu un efect demoralizant asupra trupelor adversare. Germania a început de asemenea să folosească un alt agent chimic puternic, fosgenul, în timpul atacurilor cu gaze. Gazele de luptă au fost folosite la scară largă de ambele tabere în ultimele bătălii.
Pe 25 iunie, primele trupe americane au început să sosească în Franța, alăturându-se forței expediționare americane. Unitățile americane nu au intrat în luptă până în octombrie. Trupele proaspăt sosite mai aveau nevoie de antrenament și de echipament și de aceea, câteva luni, nu au fost folosite decât pentru acțiuni de sprijin. În ciuda intrării cu întârziere a americanilor în luptă, prezența lor a fost un sprijin important pentru creșterea moralului aliaților.
În octombrie, luptele din sectorul orașului Ypres a reizbucnit cu violență, odată cu declanșarea bătăliei de la Passchendaele. Încă o dată, lupta de tranșee a produc un număr înspăimântător de mare de victime, câștigurile fiind neînsemnate. Pământul a rămas noroios și plin de cratere de proiectile, îngreunând atacul și aprovizionarea cu materiale. Ambele tabere au pierdut în total aproximativ o jumătate de milion de oameni în timpul acestei ofensive.
Pe 9 noiembrie, britanicii au lansat primul atac masiv de tancuri în timpul bătăliei de la Cambrai. Britanicii au atacat cu 324 de tancuri, (o treime dintre mașinile disponibile fiind ținute în rezervă), și cu 12 divizii de infanterie, înfruntând numai două divizii germane. Pentru a exploata efectul surprizei, s-a renunțat la pregătirea de artilerie, fiind lansat numai o perdea de fum care să mascheze tancurile. Mașinile transportau fascine pe bot folosite la umplerea șanțurilor antitanc germane adânci de 4 metri. Atacul inițial a fost un succes total pentru britanici. Britanicii au pătruns mai adânc în liniile inamice în timpul acestui atac decât reușiseră în ultimele patru luni, numărul celor căzuți în luptă fiind de numai 4.000 de victime.  Până în cele din urmă, rezistența germană s-a întărit, iar, până în decembrie, britanicii au fost împinși pe pozițiile de la începutul atacului.
În ciuda acestui fapt, atacul a fost considerat de către aliați un succes și a dovedit că tancurile pot depăși defensiva protejată de șanțuri. În timpul acestei lupte, germanii au folosit pentru prima oară pe frontul de vest stosstruppen (trupele de asalt), unități de infanterie instruite să folosească tacticile de infiltrare pentru a pătrunde cu succes prin liniile inamice.

## 1918 – Ofensiva finală

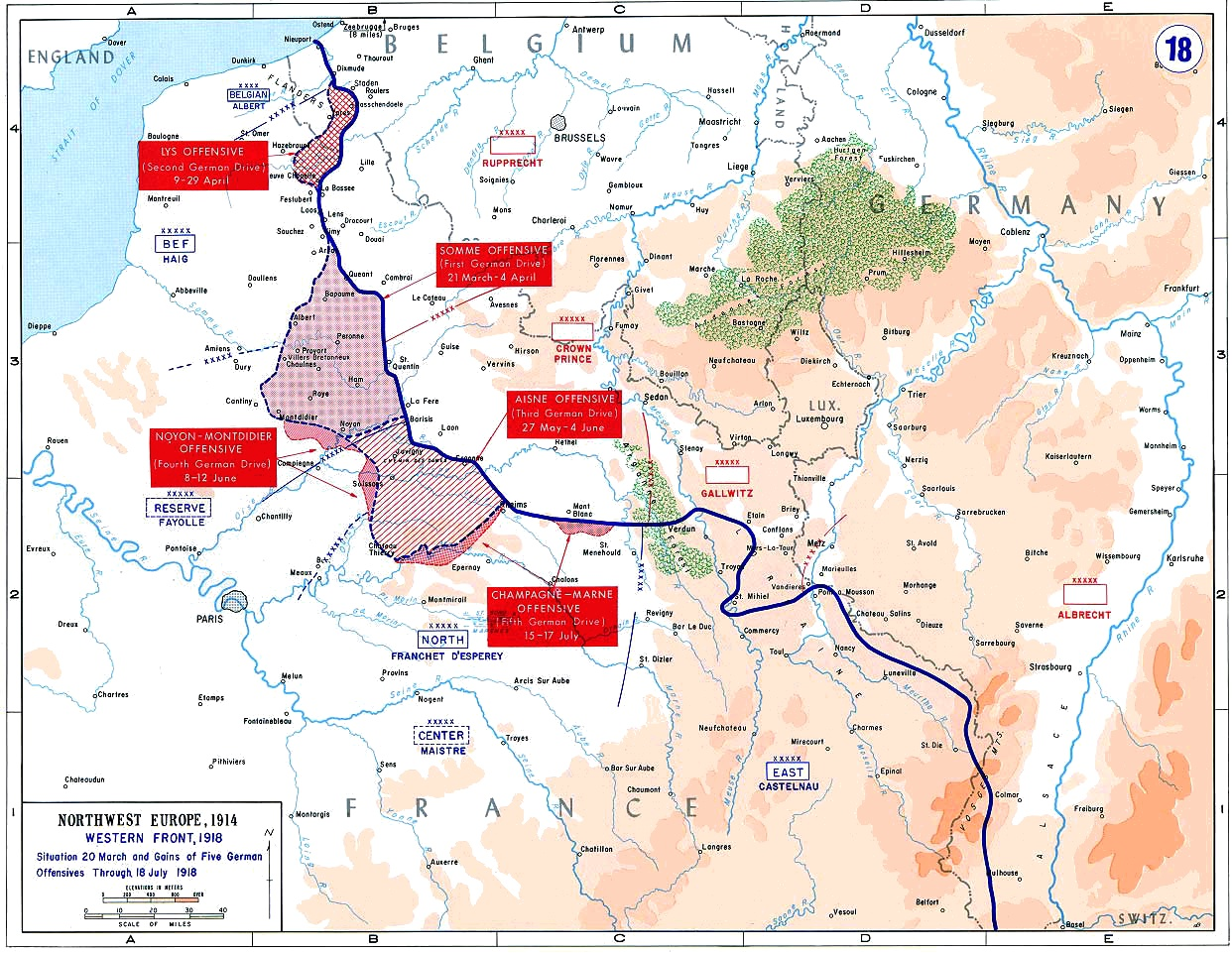
Harta ofensivei germane din 1918

Datorită străpungerii cu succes de către aliați a defensivei germane la Cambrai, Ludendorff  a stabilit că singura șansă pentru victoria germană era un atac decisiv de-a lungul frontului de vest executat în timpul primăverii, mai înainte ca puterea militară a americanilor să devină copleșitoare. Pe 3 martie 1918, s-a semnat tratatul de la Brest-Litovsk, Rusia cerând pacea. Acest fapt a avut un efect dramatic asupra frontului de vest, deoarece 44 de divizii au fost eliberate din luptele de pe frontul de est și au fost transferate în vest. Trupele nou sosite asigurau germanilor un avantaj de 192 de divizii la 173 de divizii aliate. Forțele germane erau de asemenea antrenate în noile tactici de asalt care fuseseră experimentate pe frontul de est. Prin contrast, aliații încă nu aveau o comandă unificată, sufereau din cauza moralului scăzut și a numărului mai mic de oameni.
Strategia lui Ludendorff prevedea lansarea unei ofensive masive împotriva britanicilor, pentru a-i separa de francezi și pentru a-i împinge către porturile de la ocean. Atacul trebuia să combine noile tactici ale trupelor de asalt cu atacurile la sol ale aviației și cu barajele de artilerie planificate cu atenție și care includeau și atacuri cu gaze otrăvitoare.
Operațiunea Michael, prima dintre ofensivele de primăvară, a fost aproape de realizarea țelului de separare a trupelor britanice de cele franceze, avansând 65 de kilometri în primele 8 zile de luptă, și mutând prima linie a frontului cu mai mult de 100 de kilometri către vest, apropiindu-se de Paris la o distanță de la care artileria germană putea bombarda orașul pentru prima oară din 1914.
Ca rezultat al luptelor, aliații au accepta în sfârșit să-și unifice sistemul de comandă. Generalul Ferdinand Foch a fost numit comandantul tuturor trupelor aliate din Franța. Forțele aliate aflate sub o comandă unică au fost capabile să stopeze avansarea germană și să transforme atacul într-o luptă de uzură.
Până in mai, trupele americane au început să joace un rol din ce în ce mai important în conflict, reușind prima lor victorie la Cantigny. Până in vară, în fiecare lună soseau în Franța 300.000 de soldați americani, în noiembrie forța lor crescând la 1,2 milioane de oameni. Trupele americane nou sosite pe front au asigurat echilibrul de forțe primejduit de reamplasarea forțelor germane.

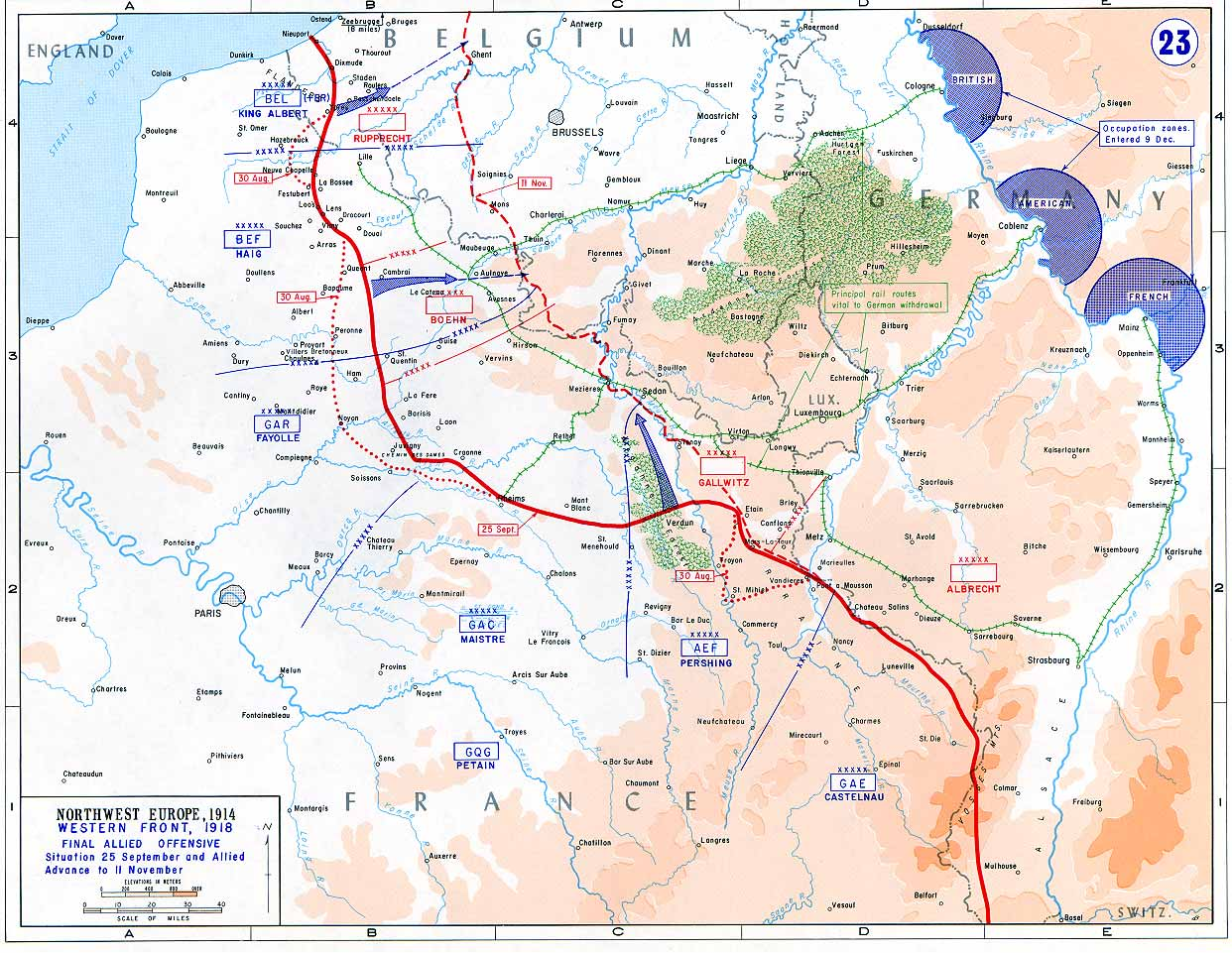
Harta ofensivei finale aliate din 1918

În iulie, Foch declanșat o primă ofensivă împotriva pungii formate de germani în sectorul râului  Marna. Atacul a reușit să elimine punga germană până în august. O a doua ofensivă majoră a fost lansată către nord, la două zile după încheierea primei la Amiens. Acest atac a fost dus cu ajutorul forțelor reunite franco-britanice, cu o masă de 600 de tancuri și cu sprijinul aerian a 800 de avioane. Asaltul a fost așa de plin de succes, încât Hindenburg a numit ziua de 8 august "ziua neagră a armatei germane".
În cursul lunii septembrie, 500.000 de soldați ai Armatei I americană de sub comanda generalului John J. Pershing a executat o ofensivă la Saint-Mihiel. Acest atac a fost urmat de ofensiva Meuse-Argonne, executată de zece divizii americane. Aceste două operațiuni americane au dus la cucerirea unei suprafețe de 500 km² .
Efectivele armatei germane scăzuseră puternic după patru ani de război, iar economia și societatea erau supuse unei presiuni interne uriașe. Ofensiva de o sută de zile începută în august s-a dovedit a fi ultimul efort de război, și în urma acestui lanț de înfrângeri, trupele germane înfrânte au început să se predea. Cum trupele aliate au străpuns liniile germane, provocându-le mari pierderi apărătorilor, Monarhia Imperială germană s-a prăbușit, iar comandanții cu puteri depline Paul von Hindenburg și Erich Ludendorff au demisionat. Încă se mai purtau lupte când a izbucnit Revoluția germană. A fost instalat un nou guvern care a semnat rapid un armistițiu care a pus capăt tuturor luptelor pe frontul de vest pe 11 noiembrie 1918.

## Consecințe
Războiul de pe frontul de vest a dus la capitularea forțelor germane și a aliaților lor, indiferent de succesele de pe alte fronturi. Ca urmare, termenii păcii au fost efectiv dictați de Franța, Marea Britanie și Statele Unite, (adăugându-se și unele dintre cererile altor aliați), în timpul Conferinței de pace de la Paris din 1919. Rezultatul a fost Tratatul de la Versailles semnat în iunie 1919. Termenii inițiali ai tratatului ar fi paralizat practic Germania din punct de vedere militar și economic, delegația militară refuzând semnarea actelor. Tratatul de pace a fost semnat în schimb de delegația noului guvern militar.
Tratatul de la Versailles a retrocedat provinciile bogate în rezerve de cărbune Alsacia și Lorena Franței, limitând aprovizionarea cu cărbune cerută de industria germană.  Tratatul a limitat forțele armate germane la un efectiv de numai 100.000 de oameni, interzicând în plus existența forțelor aeriene și navale. Navele marinei germane au fost predate Marii Britanii la Scapa Flow, unde au fost sabordate. Malul de vest al Rinului a trebuit să fie demilitarizat, iar canalul Kiel a fost deschis traficului internațional. Tratatul de pace a redesenat și granițele europene în mod dramatic.
Condițiile generale în Germania erau foarte grele: guvernul era falit, populația trăia într-o situație de semi-înfometare, iar comerțul cu restul lumii se prăbușise. Aliații au ocupat orașele din zona Rinului, (Köln, Koblenz, și Mainz), retrocedarea urmând să se facă după plata daunelor de război. În rândurile populației germane a început să circule zvonul că armata germană nu a fost învinsă în mod decisiv, mitul creat fiind exploatat mai târziu de propaganda  nazistă pentru a justifica răsturnarea Republicii de la Weimar. (Vezi și: Dolchstoßlegende.)
Franța a suferit printre cele mai grele pierderi dintre participanții la război. În afară de marile pierderi de vieți omenești, zona industrială din nord-estul țării a fost devastată de război. În momentul în care și-a dat seama că Germania pierde războiul, Ludendorff a ordonat ca minele din Franța și Belgia să fie distruse.  Dorința lui era să distrugă industriile celui mai important rival european al Germaniei. Franța avea să construiască o serie uriașă de fortificații de-a lungul graniței cu Germania – linia Maginot, sperând ca aceste structuri vor preveni agresiunile viitoare ale vecinului de la răsărit.
Războiul din tranșee a lăsat o întreagă generație de soldați mutilați, văduve de război și reținerea aliaților de a duce o politică fermă împotriva lui Adolf Hitler. Efectele primului război mondial au avut o influență covârșitoare asupra lumii, influențe care se mai simt și azi.